# Rhinephyllum
Rhinephyllum (лат.) — род суккулентных растений семейства Аизовые (Aizoaceae), подсемейства Ruschioideae, произрастающий на территории Лесото и Южно-Африканской Республики (Капская провинция и Фри-Стейт).

## Название
Родовое латинское (научное) название Rhinephyllum образовано от греческих слов: rhine, — «напильник, рашпиль», и phyllon, — «лист», указывая на шероховатую поверхность листьев.
Из-за отсутствия официального русскоязычного названия рода в авторитетных источниках, вероятное произношение на русском языке может быть сформировано как «Ринефиллум».

## Ботаническое описание
Представители рода — миниатюрные хохлатые многолетние растения, высотой до 10 см, или кустарники с различимыми древесными участками междоузлий. Иногда они имеют древесные или клубневидные подвои. Листья расположены противоположно, у основания немного сросшиеся, имеют булавовидную или полутертую форму. Верхняя поверхность листьев практически плоская, а нижняя – округлая или слегка килевидная. Иногда на верхней поверхности встречаются мелкие твердые белые бугорки.
Цветки одиночные, располагаются в верхней части стебля на цветоножке, имеют диаметр около 3 см. Открываются либо в полдень, либо днем, либо вечером, а также обладают приятным ароматом. Чашелистиков обычно 5 штук (у Rhinephyllum pillansii они могут быть свободными или образовывать короткую трубку над завязью). Лепестки расположены свободно и могут иметь от 1 до 5 рядов, окрашены от белого до желтого цвета. Тычинки имеют бородатые нити у основания. Завязь сверху слегка выпуклая; рыльцев 5, шиловидные и немного перистые. Плод — небольшая 5-гнездная коробочка. Внутри каждого гнезда содержится множество семян, имеющих шаровидно-яйцевидную форму, немного сплюснутые и практически гладкие.

## Таксономия
Rhinephyllum N.E.Br., первое упоминание в Gard. Chron., ser. 3, 82: 92. (1927).

### Синонимы
- Neorhine Schwantes

### Виды
Согласно данным сайта WFO Plantlist на июнь 2023 года, род состоит из 12 видов:
- Rhinephyllum broomii L.Bolus
- Rhinephyllum comptonii L.Bolus
- Rhinephyllum graniforme (Haw.) L.Bolus
- Rhinephyllum inaequale L.Bolus
- Rhinephyllum luteum (L.Bolus) L.Bolus
- Rhinephyllum muirii N.E.Br. typus
- Rhinephyllum obliquum L.Bolus
- Rhinephyllum parvifolium L.Bolus
- Rhinephyllum pillansii N.E.Br.
- Rhinephyllum rouxii (L.Bolus) L.Bolus
- Rhinephyllum schonlandii L.Bolus
- Rhinephyllum verdoorniae (N.E.Br.) H.E.K.Hartmann